# Scaphochlamys cordata
Scaphochlamys cordata är en enhjärtbladig växtart som beskrevs av Y.Y.Sam och Saw. Scaphochlamys cordata ingår i släktet Scaphochlamys och familjen Zingiberaceae. Inga underarter finns listade i Catalogue of Life.